# Ausztrál selyemszőrű terrier
Az Ausztrál selyemszőrű terrier ausztrál kutyafajta.

## Kinézete
Tömör testalkatú, könnyű csontozatú terrierfajta. Egyenes, helyenként hullámos szőrzetében mérsékeleten hosszú, egyenes hátának  középvonalában természetes választék alakul ki. Szőrszálainak hossza a hátoldalon a 15 cm-t is elérheti. Mancsai kicsik, jól záródók, fülei hegyesek. Koponyája a fülek között hosszú. Feje ék alakú. A fülek, s azok töve, a pofa elülső, megnyúlt része a lábakkal együtt vörös, míg háta, homloka, farka, hasa, nyaka és mellkasa halványszürke, vagy szürke színű. 
Marmagasság: 23 cm, tehát kis termetű kutya. Testtömeg: 4–5 kg.

## Története
Angol terrierekből, köztük a Yorkshire terrier-ből és az ausztrál terrier-ből alakították ki Ausztráliában, az 1800-as években.

## Természet
Határozott, barátságos társasági kutya.

## Egyéb nevek
- Australian Silky Terrier

## Külső hivatkozások
- Ausztrál selyemszőrű terrier fajtaleírás: a yorkie-k életvidám, ausztrál rokona
- Silky Terrier Club Of America (angolul)